# Andreas Kuffner
Andreas Kuffner, född 11 mars 1987 i Bayern i dåvarande Västtyskland, är en tysk roddare. Han var del av laget som vann guld i herrarnas åtta i OS London 2012. Han har även vunnit VM i samma kategori Bled 2011.
Vid de olympiska roddtävlingarna 2016 i Rio de Janeiro tog han silver i åtta med styrman.

## Karriär
Kuffner började sin karriär 2002. Han studerade vid Beuth tekniska högskola Berlin samtidigt som han rodde för Berliner Ruder-Club. År 2009 tog han i U23 brons i herrarnas fyra utan styrman.